# قانون الانتخابات

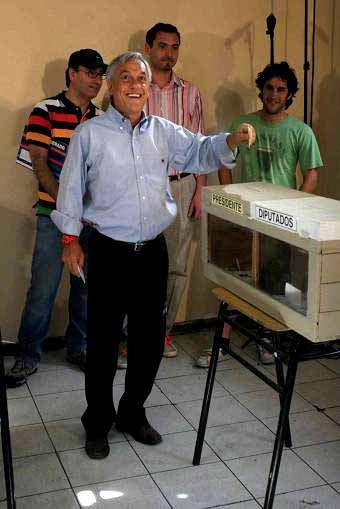

قانون الانتخابات هو نظام قانوني يجمع بين القانون الدستوري والعلوم السياسية. فهو يبحث في «سياسة القانون وقانون السياسة». ونمت أهميته خاصة بعد انتخابات بوش-غور في عام 2000, والآن يتم تدريس قانون الانتخابات في معظم كليات الحقوق في جميع أنحاء الولايات المتحدة والخارج، ويهتم قانون الانتخابات بتنظيم عملية الانتخابات من البداية وحتى النهاية فيضع الية إجراء الانتخابات لكل منصب أو مؤسسة ويعيين شروط الترشح والشروط الواجب توفرها في الناخب والية احتساب الاصوات وحسم المقاعد.

## القضايا
بعض الأسئلة التي يتناولها قانون الانتخابات هي:
- من هم الأشخاص الذين يحق لهم التصويت في الانتخابات (على سبيل المثال: السن أو الإقامة أو متطلبات محو الأمية أو ضرائب الاقتراع والإجراءات التي يجب أن يسجلها هؤلاء الأشخاص للتصويت أو إبراز بطاقة الهوية للتصويت.
- من هم الأشخاص الذين يحق لهم شغل المنصب (على سبيل المثال: السن أو الإقامة أو المولد أو متطلبات المواطنة)، والإجراءات التي يجب على المرشحين اتباعها للظهور على ورقة الاقتراع (مثل التنسيق وتقديم التماسات الترشيح والقواعد التي تحكم شطب المرشحين
- القواعد التي على أساسها يتم طرح الموضوعات للتصويت الشعبي المباشر عن طريق الاستفتاء الشعبي أو الاستفتاء العام والقواعد التي يجب أن تتبعها الوكالات الحكومية أو مجموعات المواطنين لوضع الأسئلة على ورقة الاقتراع ليدلي الناخبون برأيهم فيها
- الإطار الذي تنظم الأحزاب السياسية من خلاله حكومتها الداخلية، وكيف يتم اختيار مرشحيهم للمناصب السياسية (على سبيل المثال الانتخابات التمهيدية)
- تمويل الانتخابات (على سبيل المثال حدود المساهمة، وقواعد التمويل العام للانتخابات، والكشف العلني عن المساهمين، والقواعد التي تحكم مجموعات المصالح غير مجموعة تنظيم حملة المرشح)
- متطلبات إنشاء المناطق التي تنتخب ممثليها إلى الجمعية التشريعية (تشمل الأمثلة مناطق الكونجرس أو الدوائر الانتخابية أو الأقسام داخل البلدية)
- ما القيود المفروضة على أنشطة الحملة (مثل القواعد على الإعلانات المجهولة أو الكاذبة)
- كيف يتم التصويت في الانتخابات (بما في ذلك إما استخدام ورقة الاقتراع، أو أي شكل آخر من تسجيل الأصوات مثل آلة التصويت الميكانيكية أو جهاز التصويت الالكتروني، وكيفية تقديم المعلومات للناخبين على ورقة الاقتراع أو الجهاز)
- كيف يتم عد الأصوات في الانتخابات وإعادة العد وتحديات الانتخابات
- ما إذا كان من الممكن أن يرفع الناخبون أو المرشحون دعاوى قانونية في إحدى المحاكم أو وكالة إدارية لإنفاذ حقوقهم أو من أجل الطعن على الانتخابات وكيف يكون ذلك
- تعريف تزوير الانتخابات وغيرها من الجرائم المخالفة للنظام الانتخابي
- مصادر قانون الانتخابات (على سبيل المثال، الدساتير، أو القوانين الوطنية، أو النظام السياسي للدولة، أو القرارات القضائية) والتفاعل بين هذه المصادر من القانون

يتواصل خبراء قانون الانتخابات الأمريكيون والأكاديميون عبر الشبكة الأكاديمية التي ينسقها دانيال اتش لوفينشتاين من كلية الحقوق وريتشارد هاسن من كلية جامعة كاليفورنيا للقانون. كذلك، يقوم لوفينشتاين وهاسن بتحرير جريدة قانون الانتخابات وقانون انتخابات القائمة البريدية.

## كتابات أخرى
- Election Law Journal - A scholarly journal devoted to election law
- Election Law @ Moritz - a repository of Election Law news and commentary from academics and practitioners, compiled at the Ohio State Michael E. Moritz College of Law.
- Electoral Studies - A scholarly journal devoted to the study of elections
- Samuel Issacharoff, Pamela S. Karlan & Richard H. Pildes. The Law of Democracy: Legal Structure of the Political Process. 2nd Rev. Ed. Foundation Press, 2002.
- [[Daniel H. Lowenstein & Richard L. Hasen. Election Law: Cases and Materials. 3rd Ed. Carolina Press, 2004.
- Dennis F. Thompson, Just Elections: Creating a Fair Electoral Process in the U.S. University of Chicago Press, 2004. ISBN 978-0226797649
- Electoral Administration Act 2006

## وصلات خارجية
- Electoral database of the Venice Commission
- Right to free elections in the case law of the ECtHR
- Election Law Blog
- EL@M: Election Law @ Moritz
- Election Law Channel (part of Lib Dem Voice)
- American Bar Association Standing Committee on Election Law
- European Election Law Association (Eurela)
- New Hampshire Statutes Title LXIII, Elections
- Click on “Election Procedures Manual”
- Institute for Law and Politics at the University of Minnesota Law School
- electoral law
- William & Mary Election Law Program
- William & Mary Election Law Program
- Timeline of Pakistan Election Law